# Cité Beauharnais
Cité Beauharnais är en gata i Quartier Sainte-Marguerite i Paris elfte arrondissement. Gatan är uppkallad efter Eugène de Beauharnais (1781–1824), son till Alexandre de Beauharnais och Joséphine de Beauharnais och adoptivson till Napoleon. Cité Beauharnais börjar vid Rue Léon-Frot 6 och slutar vid Rue Neuve-des-Boulets 28.

## Bilder
| - Gatuskylt. - Jardin Émile-Gallé. |

## Omgivningar
- Saint-Jean-Bosco
- Jardin Émile-Gallé
- Jardin Damia
- Allée Neus-Català
- Passage du Bureau

## Kommunikationer
- Tunnelbana – linje  – Rue des Boulets
- Tunnelbana – linje  – Charonne
- Busshållplats Charonne – Paris bussnät, linje 56

### Webbkällor
- ”Cité Beauharnais”. Mairie de Paris. https://web.archive.org/web/20190905051717/http://www.v2asp.paris.fr/commun/v2asp/v2/nomenclature_voies/Voieactu/0768.nom.htm. Läst 16 januari 2023.
- ”Cité Beauharnais”. Les rues de Paris. https://web.archive.org/web/20190808105134/http://www.parisrues.com/rues11/paris-11-cite-beauharnais.html. Läst 16 januari 2023.